# آنسة (لقب)
| أي فتاة في الكون ستعشق لقب آنسة حتى لو كان عمرها 50 سنة، وهي أحد الأساليب التي أثبتت نجاحها بجدارة لجعل سؤال ما مُبطّناً برائحة البنج. |
| —لينا النابلسي. |

| الآنسة: لقب نُطلقهُ على المرأة غير المتزوجة للإعلان عن أنها لا تزال معروضة في السوق. |
| —حسين أحمد أمين.                                                                   |

الآنسة هي الحالة الاجتماعية للمرأة غير المتزوجة، تُكتب في ظهر بطاقة الرقم القومي المصرية

آنسة هي كلمة احترام تنادى وتوصف بها المرأة غير المتزوجة، ابتكر هذا اللفظ عبد الله البستاني لترجمة اللقب الفرنسي المقابل «مادموزيل Mademoiselle»، وقد رَفضَ لقب الآنسة بعض اللغويين لأنه لم يُذكر في المعاجم القديمة، ولأن المتكلم لا شأن له بالمرأة المخاطبة سواء كانت متزوجة وغير متزوجة، وذُكر اللفظ في المعجم الوسيط. كما ابتكر عبد الله البستاني لفظ «عقيلة» المقابل للفظ «مدام» لوصف المرأة المتزوجة. وجمع آنسة آنسات وأوانس.
وليس لكلمة آنسة لفظ مذكر للرجال غير المتزوجين، وكذلك في كثير من اللغات، يستعملون لقباً للمرأة غير المتزوجة فقط لا للرجل، وحين تُخاطَبُ الجموع، يبدأ بعض المتكلمين بندائهم قائلاً «سيداتي آنساتي سادتي»، وكان مصطفى كامل أول من استعمل هذه العبارة حين لاحظَ عنده حضور نساء، وكانت النساء قبل ذلك قلّما يحضرن لمثل تلك المحافل. وفي جماعة قُبيسيّاتْ النسائية، تُسمّى شيختهن أو مربيتهنّ «الآنسة». وفي اللغة الألمانية يقال للآنسة «فرويلاين» وقد أُلغيَ هذا اللقب هناك، سنة 1972، قطعاً للتمييز بين المتزوجة وغيرها، وفقاً لرأيهم، ثم بعد 4 عقود لحقت بألمانية فرنسة التي هي أيضاً ألغت لفظ «مادموزيل» في وصف النساء غير المتزوجات في عام 2012م، ولكن ما زال اللقب يُستعمل في حديث الناس، كما أُلغي ألقاب«سنيوريتا»، و«مس» وكلها تعني «آنسة» من الأوراق الرسمية في إيطالية وأمريكا، لكنهم ما زالوا يستعملون اللقب من باب المجاملة، أما في كندا فقد أُلغي لقب مس، وأصبح مسبّة، غيرَ أنّ هذا الإلغاء هناك، لم يؤثر في البلدان العربية وما زالت كلمة «آنسة» تُستعمل، حيث كثير من النساء يعجبهنّ لقب الآنسة، وكانت المغنية أمّ كلثوم يقال لها السيدة (الست) أم كلثوم منذ أن كان عمرها 7 سنين، حتى هاجرتْ من الريف إلى القاهرة،  فقيل لها الفرق بين الآنسة والسيدة (الست) فأصبحت تُلقّب آنسة وكانت تريد إبقاء هذا اللقب الذي كان يمنحها حماية أدبية، ويرسّخ الظنّ بها أنها راهبة لم تتزوج إلا الفنّ، وفي ذلك نُشر كتاب «مذكرات الآنسة أم كلثوم». وصارت الألقاب رائجةً بعد تلقيب أم كلثوم بالآنسة، وأصبحت كل ممثلة يقال لها آنسة، كما كان لقب آنسة مكتوباً في بطاقة المغنية شيرين عبد الوهاب حين كانت متزوجة من الموسيقي مدحت خميس، ولمّا سئلت عن ذلك، قالت إنها أرادت استمرار لقب الآنسة لضرورات فنية. وكذلك كانت تفعل كثير النساء، إذا تزوجن لا يُغيّرْن صفة الآنسة في بطاقة الهوية، وفي سورية، تلقب المعلمة وتنادَى آنسة سواء متزوجة وغير متزوجة. [وفقًا لِمَن؟]. في مصر تُكتب الحالة الاجتماعية في ظهر بطاقة الرقم القومي، ويُسمّى الرجل غير المتزوج «أعزب»، والمرأة غير المتزوجة «آنسة»، وينبغي للمرأة لإثبات حالتها أن تُحضر وثيقة تُسمّى «إقرار آنسة»، وكذلك يُستعمل هذا الإقرار في الأردن. وفي فلسطين، كانت بعض النساء المتزوجات يمتنعن عن تغيير حالتهنّ المدنية من آنسة إلى متزوجة، وذلك لأنه كان إجبارياً أن تنتسب الزوجة إلى اسم عائلة زوجها، ثم ألغت وزارة الداخلية ذلك. يُترجم لفظ Madmosile إلى آنسة، غير أن لفظ آنسة العربي إذا تُرجم إلى الفرنسية فقد يكون مبهماً أحياناً، لأن بعض النساء الأمهات يقال لهنّ آنسات.